# یوزف لابور
یوزف لابور (آلمانی: Josef Labor؛ ‏ ۲۹ ژوئن ۱۸۴۲ – ۲۶ آوریل ۱۹۲۴) آهنگساز، نوازنده پیانو، نوازندهٔ ارگ و مربی موسیقی اتریشی در پایان عصر موسیقی رمانتیک بود.
او در سن سه سالگی در اثر ابتلا به آبله دچار کم‌بینایی شد. یوزف در وین به «مؤسسهٔ نابینایان» و همچنین «کنسرواتوار انجمن دوستداران موسیقی» رفت و آهنگسازی را زیر نظر «زیمون زشتر» (از استادان آنتون بروکنر) و نواختن پیانو را زیر نظر «ادوارد پیکرد» فرا گرفت.
بعدها یوزف لابور به اجرای موسیقی در سرتاسر اروپا پرداخت و در جریان این اجراها، با گئورگ پنجم که او هم نابینا بود، دوستی ماندگاری پیدا کرد.
او شاگردان برجسته‌ای تربیت کرد که از آن میان می‌توان به آلما مالر (همسر گوستاو مالر)، پاول ویتگنشتاین و آرنولد شونبرگ اشاره کرد. آلما مالر از سن ۱۴ سالگی، به مدت ۶ سال، شاگرد لابور بود و در دفتر خاطراتش، اشاراتی متعددی به استاد برجسته و محترم خود نموده‌است.
یوزف لابور دوستی نزدیکی با خانوادهٔ پاول ویتگنشتاین داشت و در جلسات هنری و اجراهای خصوصی موسیقی‌دانان برجسته‌ای چون یوهانس برامس، کلارا شومان، گوستاو مالر، برونو والتر و ریشارد اشتراوس در منزل این خانواده حضور می‌یافت.
برادر پاول، فیلسوف نامدار اتریشی، لودویگ ویتگنشتاین همواره یوزف لابور را ستایش می‌کرد و او را یکی از «۶ آهنگساز جداً بزرگ موسیقی» و در کنار ولفگانگ آمادئوس موتسارت، یوزف هایدن، لودویگ فان بتهوون، فرانتس شوبرت و یوهانس برامس قرار می‌داد.